# Erik Gustaf Östberg
Erik Gustaf Östberg, född 2 oktober 1815 i Gävle, död 22 november 1880 i Söderhamn, var en svensk präst.
Efter studentexamen 1837 och prästvigning 1839 fick Östberg anställning som predikant och skollärare vid Forsbacka bruk och blev 1861 komminister i Söderala socken. År 1863 utnämndes han till kyrkoherde i Söderhamns församling och tillträdde denna befattning 1865. Han var även verksam som kommunalman med stort intresse för folkskolan och fattigvården och verkade mycket för deras utveckling och ordnande. Under sina sista tre år var han ordförande i Söderhamns stadsfullmäktige. Östberg är begravd på Söderhamns kyrkogård.